# Trattato dell'Aia (1698)
Il trattato di Le Hague (chiamato anche primo trattato di partizione) venne concluso l'11 ottobre 1698 tra il Regno d'Inghilterra ed il Regno di Francia.
L'accordo fu un tentativo di risolvere l'annosa questione sull'eredità del trono spagnolo, proponendo Giuseppe Ferdinando di Baviera quale possibile erede. Sempre secondo l'accordo, Luigi, il gran Delfino, avrebbe ottenuto il regno di Napoli, quello di Sicilia e le piazzeforti spagnole situate lungo le coste della Toscana, mentre l'arciduca Carlo, figlio minore dell'imperatore Leopoldo I, avrebbe ottenuto i Paesi Bassi spagnoli. Leopoldo, duca di Lorraine, avrebbe ottenuto invece il Ducato di Milano in cambio della cessione di Lorena e Bar al Delfino.
Il primo trattato di partizione venne invalidato alla morte di Giuseppe di Baviera. Un secondo trattato di partizione venne tentato nel 1700, ma l'arciduca Carlo si rifiutò di aderirvi se i domini spagnoli in Italia non fossero passati all'Austria.
Re Carlo II di Spagna si rifiutò di fare queste concessioni, e nel suo testamento lasciò la sua eredita al figlio secondogenito del Delfino, Filippo, il duca d'Angiò. Alla mote di Carlo, Luigi XIV di Francia rinunciò al trattato dal momento che il testamento del defunto re venne contestato coinvolgendo l'intera Europa nella guerra di successione spagnola, iniziata nel 1701.